# Nederlandse Radio Unie

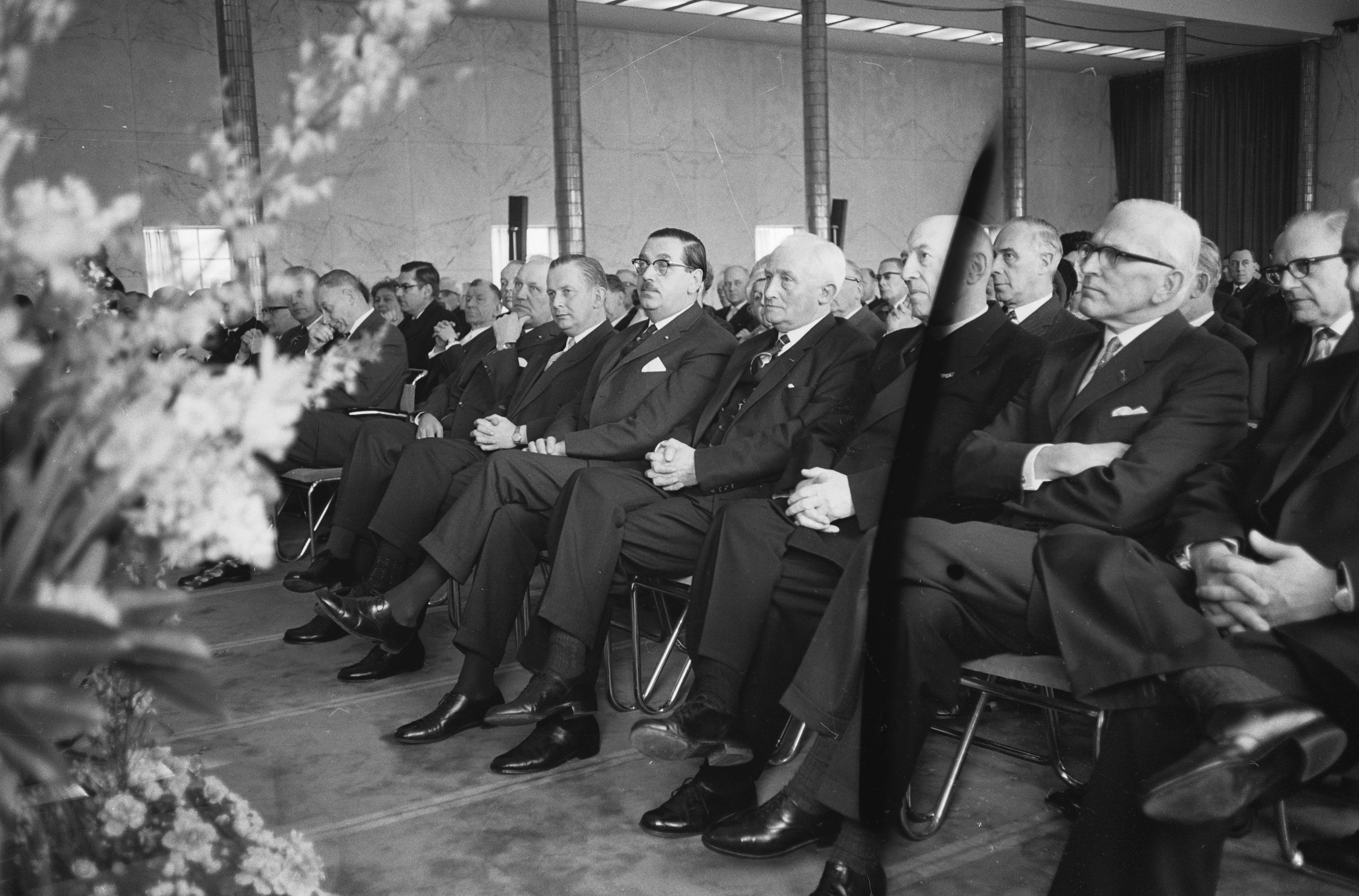
Receptie ter gelegenheid van vijftien jaar Nederlands Radio Unie (1962)

De Nederlandse Radio Unie (NRU) was een in 1947 opgericht samenwerkingsverband van de Nederlandse omroepverenigingen dat uitvoerende ondersteuning leverde voor de radio-uitzendingen van de omroepen. In 1969 zijn de NRU en de Nederlandse Televisie Stichting (NTS) opgegaan in de nieuw opgerichte Nederlandse Omroep Stichting (NOS).
Na het mislukken van de pogingen om tot een nieuw omroepbestel te komen met één nationale omroep, werd de Stichting Radio Nederland in den Overgangstijd (die in 1945 was opgericht om de uitzendingen van Radio Herrijzend Nederland over te nemen in de overgang naar een nieuw omroepbestel) opgeheven. Daarvoor in de plaats kwam een federatie van omroepverenigingen, de Nederlandse Radio Unie.
De NRU trad op als facilitair bedrijf van de Nederlandse omroepverenigingen. De verenigingen verzorgden zelf de radio-uitzendingen, maar zaken als orkesten, reportagewagens en technische diensten, die voor de Tweede Wereldoorlog bij de afzonderlijke verenigingen waren ondergebracht, kwamen onder beheer van de NRU. Ook de vaste hoorspelkern was onderdeel van de NRU.